# Евреинов, Владимир Алексеевич (тайный советник)
Владимир Алексеевич Евреинов (ок. 1833—1915) — российский юрист, тайный советник.

## Биография
Родился около 1833 года. Происходил из обер-офицерских детей.
В службу вступил 9 мая 1852 года.
Был преподавателем законоведения и истории торговли Императорского Коммерческого училища.
С 9 декабря 1869 года — действительный статский советник; был сверхштатным помощником статс-секретаря Государственного совета. Затем был назначен членом статистического совета министерства внутренних дел. Был почётным мировым судьёй Санкт-Петербургского уезда.
С 1 января 1882 года — тайный советник.
Кроме лекций по курсу «История торговли», читавшихся им в Санкт-Петербургском коммерческом училище, были изданы: Гражданское чинопроизводство в России (СПб.: тип. А. С. Суворина, 1887) и Крестьянское дело по Положению 19 февраля 1861 г. (СПб.: И. А. Колесников, 1913. — 3 т.).
Умер 18 (31) марта 1915 года.

## Награды
- орден Св. Владимира 3-й ст. (1875)
- орден Св. Станислава 1-й ст. (1875)
- орден Св. Анны 1-й ст. (1879)
- орден Св. Владимира 2-й ст. (1885)
- орден Белого орла
- орден Св. Александра Невского (17.04.1905; бриллиантовые знаки к ордену — 04.06.1912)

- черногорский орден Князя Даниила I 1-й ст. (1884)

## Семья
Женился 30 апреля 1865 года на дочери тайного советника Семёна Романовича Жданова, Наталье Семёновне. Их дети:
- Наталья (05.02.1866—?)
- Елизавета (18.01.1868—?)
- Екатерина (12.07.1871—22.04.1872)
- Ольга (04.06.1873—?)
- Елена (12.05.1875—?)
- Николай (11.11.1880—?)